# A Woman of Affairs
 A Woman of Affairs és una pel·lícula estatunidenca de Clarence Brown estrenada el 1928.

## Argument
Diana, Neville i David són amics d'infantesa de la rica aristocràcia anglesa. Diana i Neville estan enamorats l'un de l'altre però el pare d'aquest s'hi oposa, no aprovant l'estil de vida de la família Merrick. Neville és enviat a Egipte per portar negocis i esdevenir encara més ric. Durant aquest temps, David, que estava igualment enamorat de Diana i que és molt amic del seu germà Jeffry, es casa amb aquesta, després d'esperar en va dos anys la tornada de Neville.
Durant el seu viatge de noces a París i després de l'arribada d'inspectors de policia, David es suïcida sense que se sàpiga realment per què: potser estava molt afectat de l'amor que no rebia en canvi de la seva dona Diana. Aquesta no revela a les famílies concernides les raons de l'acte desgraciat del seu marit. Jeffry, l'afecte del qual cap a David era ambigu, retreu amargament a la seva germana la desaparició del seu amic.
Jeffry s'enfonsa en l'alcohol mentre la seva germana esdevé una de les grans figures de l'Almanac de Gotha europeu, seduint un home rere altre. Diversos anys més tard, Neville torna a Anglaterra i es casarà Constance. Jeffry està molt malalt i Diana i Neville el van a veure. Aquests s'adonen que encara estan enamorats l'un de l'altre i passen una nit junts. Jeffry mor. Neville es casa amb Constance. Passen alguns mesos. Diana cau també malalta i Neville li ret visita. Li declara el seu amor abans d'adonar-se que Constance és present. Rebutja finalment Neville. La raó del suïcidi del seu marit és feta pública: era un lladre i perseguit per la policia. Diana es llança amb el seu cotxe contra un arbre, davant el qual ella i Neville s'havien jurat fidelitat durant la seva joventut, i mor.

## Repartiment
- Greta Garbo: Diana Merrick Furness
- John Gilbert: Neville "Nevs" Holderness
- Lewis Stone: Dr. Hugh Trevelyan
- Johnny Mack Brown: David Furness
- Douglas Fairbanks Jr.: Jeffry Merrick
- Hobart Bosworth: Sir Morton Holderness
- Dorothy Sebastian: Constance

## Nominacions
- Oscar al millor guió original 1930 per Bess Meredyth

## Al voltant de la pel·lícula

### Algunes observacions generals
- El guió de Michael Arlen ha estat nominat als Oscars.

### Greta Garbo
- Es tracta de la 14a pel·lícula de Greta Garbo, que tenia llavors 23 anys, la 7a de la seva carrera hollywoodienca i la seva 3a col·laboració amb John Gilbert després Flesh and the Devil (1926) i Love (1927).[3]